# مارغو مور
مارغو مور (بالإنجليزية: Margo moore)‏ هي عارضة أمريكية، ولدت في 29 أبريل 1931 في شيكاغو في الولايات المتحدة، وتوفيت في 16 ديسمبر 2000 في غرينفيل في الولايات المتحدة.

## وصلات خارجية
- مارغو مور على موقع IMDb (الإنجليزية)
- مارغو مور على موقع قاعدة بيانات الفيلم (الإنجليزية)